# Eiríkr Gnúpsson
Eiríkr Gnúpsson – pierwszy biskup Grenlandii z siedzibą w Gardarze.
W 1112 papież Paschalis II mianował Eiríkra Gnúpssona biskupem Grenlandii i Winlandii. Został on w ten sposób pierwszym katolickim biskupem, którego jurysdykcji podlegały ziemie w Ameryce. W kronice islandzkiej z tego roku zanotowano: Biskup Eiríkr wyruszył w podróż, prawdopodobnie mając na myśli Grenlandię. W literaturze dyskutowano czy nie był on podobnie jak Adalbert czy Ísleifr Gizurarson biskupem misyjnym dla Grenlandii. Koncepcja ta jednak nie znalazła uznania badaczy. W kronice islandzkiej pod rokiem 1121 znalazł się zapis: Eiríkr, biskup Grenladnii, wyruszył szukać Winlandii. Biskup udał się na wyprawę do Winlandii, z której nigdy nie wrócił. W 1124 ludność Grenlandii zwróciła się o wyznaczenie nowego biskupa, którym został Alnardur.
Eryk syn Gnupa jest jednym z głównych bohaterów powieści historycznej Teodora Parnickiego Robotnicy wezwani o jedenastej.